# Górzno (gromada w powiecie brodnickim)
Górzno (alt. Górzno-wieś) – dawna gromada, czyli najmniejsza jednostka podziału terytorialnego Polskiej Rzeczypospolitej Ludowej w latach 1954–1972.
Gromady, z gromadzkimi radami narodowymi (GRN) jako organami władzy najniższego stopnia na wsi, funkcjonowały od reformy reorganizującej administrację wiejską przeprowadzonej jesienią 1954 do momentu ich zniesienia z dniem 1 stycznia 1973, tym samym wypierając organizację gminną w latach 1954–1972.
Gromadę Górzno z siedzibą GRN w mieście Górznie (nie wchodzącym w jej skład) utworzono – jako jedną z 8759 gromad na obszarze Polski – w powiecie brodnickim w woj. bydgoskim, na mocy uchwały nr 24/2 WRN w Bydgoszczy z dnia 5 października 1954. W skład jednostki weszły obszary dotychczasowych gromad Czarny Bryńsk, Fiałki i Nowy Świat ze zniesionej gminy Ruda oraz obszar dotychczasowej gromady Zaborowo ze zniesionej gminy Grążawy w powiecie brodnickim, ponadto obszar dotychczasowej gromady Szynkówko ze zniesionej gminy Swiedziebnia w powiecie rypińskim, w tymże województwie. Dla gromady ustalono 23 członków gromadzkiej rady narodowej.
1 stycznia 1969 do gromady Górzno włączono grunty rolne o powierzchni ogólnej 1136,45 ha z miasta Górzno w tymże powiecie.
Gromada przetrwała do końca 1972 roku, czyli do kolejnej reformy gminnej. 1 stycznia 1973 w powiecie brodnickim utworzono gminę Górzno.